# Topeka
Topeka é a capital do estado norte-americano do Kansas e sede do condado de Shawnee. Foi fundada em 1854 e incorporada em 1857.
O nome da cidade, Topeka, é de origem de uma tribo nativa, e significa um bom lugar para plantar batatas [carece de fontes?].
O atual presidente da câmara de Topeka decidiu mudar o nome da cidade temporariamente, por um mês, para Google, em homenagem ao portal homônimo, para que este pudesse instalar na região sua rede de fibras ópticas com internet de alta velocidade para os moradores da cidade.
Em retribuição, no dia 1 de abril de 2010, em homenagem à cidade, a empresa Google trocou temporariamente sua logomarca pelo nome da cidade, para representar o Dia da Mentira.

## Geografia
De acordo com o Departamento do Censo dos Estados Unidos, a cidade tem uma área de 162,5 km², dos quais 159,1 km² estão cobertos por terra e 3,4 km² por água.

## Demografia
Segundo o censo nacional de 2010, sua população é de 127 473 habitantes e sua densidade populacional é de 784,3 hab/km². É a quarta cidade mais populosa do Kansas. Possui 59 582 residências que resulta em uma densidade de 382,3 residências/km².
A área metropolitana estatística de Topeka, que inclui os condados de Jackson, Shawnee, Jefferson, Osage e Wabaunsee, tem uma população de 226 268 habitantes.

## Marcos históricos
O Registro Nacional de Lugares Históricos lista 89 marcos históricos em Topeka, dos quais o Sumner Elementary School and Monroe Elementary School é o único Marco Histórico Nacional. O primeiro marco foi designado em 24 de fevereiro de 1971 e os mais recentes em 1 de junho de 2021, o HTK Architects Office Building e o Park Plaza Apartments.
O Capitólio Estadual do Kansas e o Cedar Crest são marcos históricos da cidade.